# Bow Broch

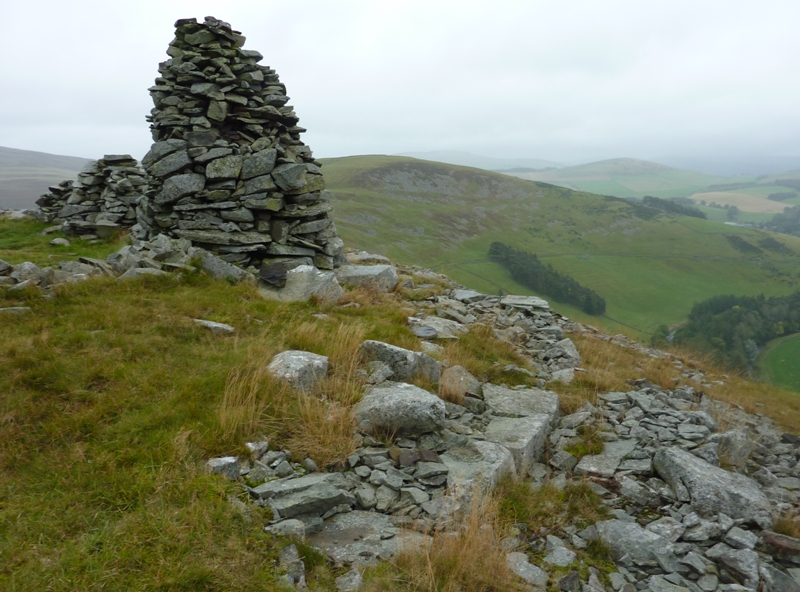
De resten van Bow Broch bij de cairn.

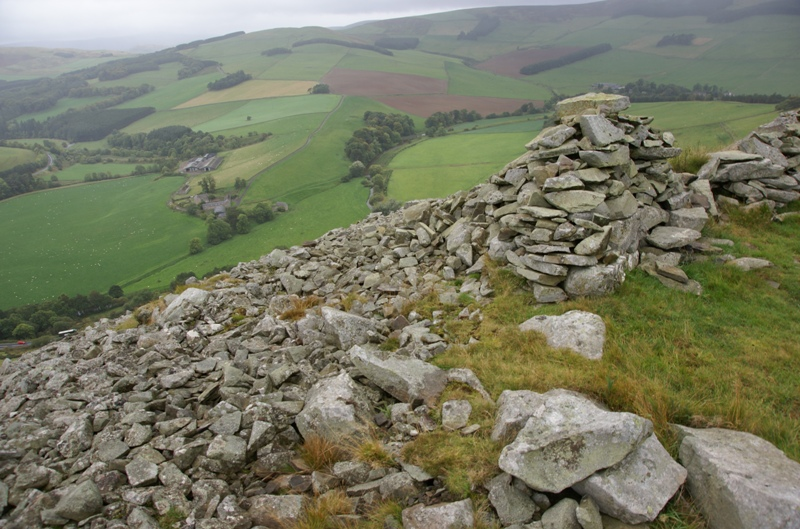
De zuidelijke helling ligt vol met stenen van de broch.

Bow Broch, ook wel Bow Castle genoemd, is een broch, een gebouw uit de IJzertijd. De broch is drie kilometer ten zuiden van Stow gelegen in de Schotse regio Scottish Borders (en voormalig Midlothian).

## Periode
Op basis van gevonden Romeins aardewerk en metaalwerk is geconstateerd dat de bewoning van Bow Broch plaatshad in de late 1e eeuw tot het midden van de 2e eeuw. Een van de vondsten betreft een plaatbroche in de vorm van een haan; deze zou mogelijk van latere datum kunnen zijn. De periode van bewoning voldoet aan de verwachting, aangezien een woonperiode (en dus wellicht bouwperiode) van de 1e tot de 2e eeuw gebruikelijk is voor alle bekende brochs in het Schotse laagland. De meeste brochs uit het noorden werden in de periode van 100 v.Chr. tot 100 n.Chr. gebouwd.
De twee waarschijnlijkste theorieën over de bouw gaan als volgt. De eerste theorie beweert dat Bow Broch gebouwd zou kunnen zijn door mensen die vanuit het noorden naar het zuiden van Schotland gemigreerd zijn. De tweede – en de waarschijnlijkere – theorie beweert dat de broch gebouwd zou kunnen zijn door professionele brochbouwers uit het noorden in opdracht van een rijke familie uit de regio die een veilige plek wilde hebben voor de onrustige tijden door de Romeinse aanwezigheid.
Vermoedelijk is Bow Broch op een gegeven moment, in ieder geval enige tijd na de bezetting door Antoninus, doelbewust afgebroken. Het lijkt er namelijk op dat de afbraak van de broch plaatshad zonder tekenen van oorlogsgeweld of van vuur. Dit lijkt ook gebeurd te zijn met andere brochs in het Schotse laagland zoals Torwoodlee Broch, Buchlyvie Broch en Hurly Hawkin Broch. Wellicht heeft dit te maken met een strategische functie van de brochs in deze grensregio en de bedreiging die de brochs vormden voor de Romeinen.

## Ligging
Aan de noordzijde van de rivier Gala Water bevindt zich een heuvelrug genaamd Bow Hill, die twee ronde pieken heeft. Bow Broch ligt op de oostelijkste piek, die 311 meter boven de zeespiegel uitrijst en 137 meter boven de rivier.
Het is kenmerkend voor brochs gevonden in het laagland van Schotland om te liggen op een prominente positie met daarbij uitzicht over een belangrijke rivier in de regio. Bow Broch is daarin dus geen uitzondering, net als bijvoorbeeld Edin's Hall Broch.
Bow Broch is gelegen op een klein plateau op de piek met aan de zuidelijke, zuidwestelijke en zuidoostelijke zijde steile hellingen met onderaan de voet van de helling de rivier. Naar het oosten toe is de helling geleidelijker. Aan de noordelijke en noordwestelijke zijde is de grond hoger. Hier bevinden zich enige resten van een verdedigingswerk in de vorm van een muur, lopende naar de oostzijde toe.

## Bouw
Bow Broch had in ieder geval een ronde plattegrond met de vermoedelijke ingang aan de oostzijde. De broch heeft een interne diameter van 9,7 meter. De muur van de broch was bij archeologisch onderzoek in 1890 nergens meer hoger dan 46 centimeter. De stenen aan de binnenzijde bevonden zich in originele positie; de stenen aan de buitenzijde van de muur daarentegen waren dat niet. De oorspronkelijke dikte van de muur van de broch wordt geschat op 4,1 meter. Aan de oostzijde van de broch bevond zich een toegang tot een intramurale cel of – waarschijnlijker – de toegang tot de broch. Sinds de 20e eeuw is slechts de omtrek van de ronde brochmuur nog te onderscheiden.
Grote blokken steen liggen op de zuidelijke en zuidwestelijke, steile hellingen van Bow Hill. Deze stenen maakten hoogstwaarschijnlijk deel uit van de broch en het lijkt erop dat deze stenen op een gegeven moment naar beneden zijn geworpen.
In de negentiende eeuw is er met de stenen van de broch aan de westzijde een cairn opgericht.

## Vondsten
In 1854 werd reeds melding gemaakt van de resten van een versterking.
In 1888 werd Bow Broch onderzocht door Wilson, die constateerde dat er fundamenten lagen van een rond gebouw. In 1890 werd de broch verder onderzocht en opnieuw in 1922.
Bij de vermoedelijke ingang van de broch werd een kweern gevonden.
In het binnenste van de broch zijn een grote hoeveelheid dierlijke botten en aardewerkscherven gevonden. Er waren drie typen aardewerk vertegenwoordigd, waarvan twee van Romeinse origine en eentje in Keltische stijl, zoals ook werd gevonden in de noordelijke brochs. Verder werd in de resten van de muur een Romeinse broche gevonden in de vorm van een haan, die gedateerd wordt als 2e-eeuws.